# Grand Prix automobile de Pau 2014
Le Grand Prix de Pau 2014 (Grand Prix de Pau Total), disputé le 11 mai 2014 sur le circuit de Pau-Ville, est la troisième épreuve du Championnat d'Europe de Formule 3 2014. Il s'agit de la soixante-treizième édition du Grand Prix de Pau. Esteban Ocon remporte la première course, Tom Blomqvist la deuxième, et Felix Rosenqvist, la troisième course, comptant officiellement comme le Grand Prix de Pau.

## Contexte avant le Grand Prix
Après des rumeurs insistantes sur le retour de la Formule 3, le calendrier du Championnat d'Europe est publié en décembre 2013 à l'occasion de la réunion du conseil mondial du sport automobile de la FIA. Le Circuit de Pau-Ville est alors indiqué comme étant le troisième lieu de rendez-vous de la saison 2014. Le Grand Prix automobile de Pau 2014 est alors officiellement présenté le 20 janvier 2014 lors d'une conférence de presse au Palais Beaumont. Le pétrolier français Total intensifie son partenariat avec le Grand Prix et en devient le sponsor officiel.
Alors que le Grand Prix de Formule 3 retrouve sa place de course de haut niveau, les courses annexes proposent essentiellement des Championnats locaux dans le but d'encourager les pilotes palois amateurs à s'inscrire dans les épreuves de Legend Cars Cup, Mitjet Series et Twin'Cup. 
La publicité autour de l’événement est intensifiée. Les pré-qualifications pour le Grand Prix virtuel, disputé sur console de jeux vidéo et ouvert au public, se déroulent dans le cadre d'une tournée dans les grands centres commerciaux des villes du sud-ouest tels que Lescar, Saint-Paul-lès-Dax ou encore Mourenx. Les chaines de télévisions L'Équipe 21, Eurosport, Motors TV ainsi que France Télévisions s'organisent pour diffuser le Grand Prix 2014, Franck Broqua est d'ailleurs appelé à la réalisation audiovisuelle en direct.
La présence de Stéphane Peterhansel, quintuple vainqueur du Rallye Dakar en voiture et sextuple vainqueur en moto est confirmée. Les frères Julien et Anthony Beltoise ainsi que leur cousin Vincent Beltoise sont présents au Grand Prix électrique tout comme Mike Parisy ainsi que Jean-Philippe Dayraut en Mitjet Series. L'ancien pilote de Formule 1 Jos Verstappen est aussi présent ainsi que le rugbyman français Imanol Harinordoquy et le président de la FIA Jean Todt. Le co-organisateur du championnat d'Europe Gerhard Berger, ancien pilote Ferrari en Formule 1 est également présent pour remettre les trophées tout comme Benoit Tréluyer, vainqueur des 24 Heures du Mans et ancien vainqueur du Grand Prix de Pau.

## Format
Vendredi 9 mai
- 11 h 10 : Essais Libres 1 (40 minutes)
- 11 h 55 : Essais Libres 2 (40 minutes)
- 16 h 40 : Qualifications 1 (45 minutes)

Samedi 10 mai
- 11 h 15 : Course 1 (35 minutes)
- 15 h 40 : Qualifications 2 (45 minutes)

Dimanche 11 mai
- 11 h 15 : Course 2 (35 minutes)
- 15 h 15 : Grand Prix de Pau (35 minutes)

## Engagés
| Équipe                          | Voiture                   | no | Pilote              | Cat. |
| ------------------------------- | ------------------------- | -- | ------------------- | ---- |
| Prema Powerteam                 | Dallara F312-Mercedes-HWA | 1  | Nicholas Latifi     |      |
| Prema Powerteam                 | Dallara F312-Mercedes-HWA | 2  | Esteban Ocon        | R    |
| Prema Powerteam                 | Dallara F312-Mercedes-HWA | 25 | Antonio Fuoco       | R    |
| Prema Powerteam                 | Dallara F312-Mercedes-HWA | 26 | Dennis van de Laar  |      |
| kfzteile24 Mücke Motorsport     | Dallara F312-Volkswagen   | 3  | Lucas Auer          |      |
| kfzteile24 Mücke Motorsport     | Dallara F312-Volkswagen   | 4  | Roy Nissany         |      |
| kfzteile24 Mücke Motorsport     | Dallara F312-Volkswagen   | 27 | Felix Rosenqvist    |      |
| Carlin Jagonya Ayam with Carlin | Dallara F312-Volkswagen   | 5  | Jordan King         |      |
| Carlin Jagonya Ayam with Carlin | Dallara F312-Volkswagen   | 6  | Ed Jones            |      |
| Carlin Jagonya Ayam with Carlin | Dallara F312-Volkswagen   | 28 | Jake Dennis         | R    |
| Carlin Jagonya Ayam with Carlin | Dallara F312-Volkswagen   | 19 | Antonio Giovinazzi  |      |
| Carlin Jagonya Ayam with Carlin | Dallara F312-Volkswagen   | 20 | Sean Gelael         |      |
| Carlin Jagonya Ayam with Carlin | Dallara F312-Volkswagen   | 31 | Tom Blomqvist       |      |
| EuroInternational               | Dallara F312-Mercedes-HWA | 7  | Riccardo Agostini   |      |
| EuroInternational               | Dallara F312-Mercedes-HWA | 8  | Michele Beretta     | R    |
| Fortec Motorsports              | Dallara F312-Mercedes-HWA | 9  | Mitch Gilbert       |      |
| Fortec Motorsports              | Dallara F312-Mercedes-HWA | 10 | John Bryant-Meisner |      |
| ThreeBond with T-Sport          | Dallara F312-NBE          | 11 | Richard Goddard     |      |
| ThreeBond with T-Sport          | Dallara F312-NBE          | 12 | Alexander Toril     |      |
| Double R Racing                 | Dallara F312-Mercedes-HWA | 14 | Felipe Guimarães    |      |
| Van Amersfoort Racing           | Dallara F312-Volkswagen   | 15 | Jules Szymkowiak    | R    |
| Van Amersfoort Racing           | Dallara F312-Volkswagen   | 16 | Gustavo Menezes     |      |
| Van Amersfoort Racing           | Dallara F312-Volkswagen   | 30 | Max Verstappen      | R    |
| Jo Zeller Racing                | Dallara F312-Mercedes-HWA | 18 | Tatiana Calderón    |      |
| Team West-Tec F3                | Dallara F312-Mercedes-HWA | 21 | Félix Serrallés     |      |
| Team West-Tec F3                | Dallara F312-Mercedes-HWA | 22 | Hector Hurst        |      |

| Icône | Légende                                  |
| ----- | ---------------------------------------- |
| R     | Rookie Cup (meilleur débutant)           |
| T     | Pilote sélectionné au classement équipes |

## Essais libres

### Essais Libres 1

#### Classement
| Pos. | no | Pilote | Écurie | Voiture | Chrono | Écart |
| ---- | -- | ------ | ------ | ------- | ------ | ----- |

### Essais Libres 2

#### Classement
| Pos. | no | Pilote | Écurie | Voiture | Chrono | Écart |
| ---- | -- | ------ | ------ | ------- | ------ | ----- |

## Essais qualificatifs

### Qualifications 1

#### Classement
| Pos. | no | Pilote | Écurie | Voiture | Meilleur temps | 2e meilleur temps |
| ---- | -- | ------ | ------ | ------- | -------------- | ----------------- |

### Qualifications 2

#### Classement
| Pos. | no | Pilote | Écurie | Voiture | Meilleur temps |
| ---- | -- | ------ | ------ | ------- | -------------- |

## Course(s)

### Course 1

#### Grille de départ
| 1re ligne | 1. Esteban Ocon ( France)              | 2. Lucas Auer ( Autriche)         |
| 2e ligne  | 3. Max Verstappen ( Pays-Bas)          | 4. Nicholas Latifi ( Canada)      |
| 3e ligne  | 5. Jake Dennis ( Royaume-Uni)          | 6. Jordan King ( Royaume-Uni)     |
| 4e ligne  | 7. Dennis Van de Laar ( Pays-Bas)      | 8. Félix Serrallés ( Porto Rico)  |
| 5e ligne  | 9. Edward Jones ( Émirats arabes unis) | 10. Antonio Giovinazzi ( Italie)  |
| 6e ligne  | 11. Sean Gelael ( Indonésie)           | 12. Richard Goddard ( Australie)  |
| 7e ligne  | 13. John Bryant-Meisner ( Suède)       | 14. Riccardo Agostini ( Italie)   |
| 8e ligne  | 15. Gustavo Menezes ( États-Unis)      | 16. Tom Blomqvist ( Royaume-Uni)  |
| 9e ligne  | 17. Felipe Guimarães ( Brésil)         | 18. Mitchell Gilbert ( Australie) |
| 10e ligne | 19. Alexander Toril ( Espagne)         | 20. Antonio Fuoco ( Italie)       |
| 11e ligne | 21. Tatiana Calderón ( Colombie)       | 22. Felix Rosenqvist ( Suède)     |
| 12e ligne | 23. Michele Beretta ( Italie)          | 24. Jules Szymkowiak ( Pays-Bas)  |
| 13e ligne | 25. Hector Hurst ( Royaume-Uni)        | /                                 |
| 14e ligne | 26. Roy Nissany ( Israël)              | /                                 |

#### Classement
| Pos. | no | Pilote | Écurie | Voiture | Tours | Temps/Abandon | Grille |
| ---- | -- | ------ | ------ | ------- | ----- | ------------- | ------ |

- Légende: Ab.=Abandon - Dsq.=Disqualifié - Np.=Non partant.

### Course 2

#### Grille de départ
| 1re ligne | 1. Esteban Ocon ( France)               | 2. Felix Rosenqvist ( Suède)      |
| 2e ligne  | 3. Max Verstappen ( Pays-Bas)           | 4. Tom Blomqvist ( Royaume-Uni)   |
| 3e ligne  | 5. Jake Dennis ( Royaume-Uni)           | 6. Antonio Giovinazzi ( Italie)   |
| 4e ligne  | 7. Dennis Van de Laar ( Pays-Bas)       | 8. Mitchell Gilbert ( Australie)  |
| 5e ligne  | 9. John Bryant-Meisner ( Suède)         | 10. Jordan King ( Royaume-Uni)    |
| 6e ligne  | 11. Edward Jones ( Émirats arabes unis) | 12. Lucas Auer ( Autriche)        |
| 7e ligne  | 13. Sean Gelael ( Indonésie)            | 14. Nicholas Latifi ( Canada)     |
| 8e ligne  | 15. Gustavo Menezes ( États-Unis)       | 16. Félix Serrallés ( Porto Rico) |
| 9e ligne  | 17. Tatiana Calderón ( Colombie)        | 18. Antonio Fuoco ( Italie)       |
| 10e ligne | 19. Felipe Guimarães ( Brésil)          | 20. Riccardo Agostini ( Italie)   |
| 11e ligne | 21. Alexander Toril ( Espagne)          | 22. Richard Goddard ( Australie)  |
| 12e ligne | 23. Michele Beretta ( Italie)           | 24. Jules Szymkowiak ( Pays-Bas)  |
| 13e ligne | 25. Hector Hurst ( Royaume-Uni)         | /                                 |
| 14e ligne | 26. Roy Nissany ( Israël)               | /                                 |

#### Classement
| Pos. | no | Pilote | Écurie | Voiture | Tours | Temps/Abandon | Grille |
| ---- | -- | ------ | ------ | ------- | ----- | ------------- | ------ |

- Légende: Ab.=Abandon - Dsq.=Disqualifié - Np.=Non partant.

### Grand Prix de Pau

#### Grille de départ
| 1re ligne | 1. Esteban Ocon ( France)               | 2. Felix Rosenqvist ( Suède)      |
| 2e ligne  | 3. Max Verstappen ( Pays-Bas)           | 4. Tom Blomqvist ( Royaume-Uni)   |
| 3e ligne  | 5. Jake Dennis ( Royaume-Uni)           | 6. Mitchell Gilbert ( Australie)  |
| 4e ligne  | 7. Dennis Van de Laar ( Pays-Bas)       | 8. Lucas Auer ( Autriche)         |
| 5e ligne  | 9. John Bryant-Meisner ( Suède)         | 10. Antonio Giovinazzi ( Italie)  |
| 6e ligne  | 11. Gustavo Menezes ( États-Unis)       | 12. Jordan King ( Royaume-Uni)    |
| 7e ligne  | 13. Edward Jones ( Émirats arabes unis) | 14. Nicholas Latifi ( Canada)     |
| 8e ligne  | 15. Sean Gelael ( Indonésie)            | 16. Riccardo Agostini ( Italie)   |
| 9e ligne  | 17. Felipe Guimarães ( Brésil)          | 18. Antonio Fuoco ( Italie)       |
| 10e ligne | 19. Tatiana Calderón ( Colombie)        | 20. Félix Serrallés ( Porto Rico) |
| 11e ligne | 21. Alexander Toril ( Espagne)          | 22. Richard Goddard ( Australie)  |
| 12e ligne | 23. Michele Beretta ( Italie)           | 24. Jules Szymkowiak ( Pays-Bas)  |
| 13e ligne | 25. Hector Hurst ( Royaume-Uni)         | /                                 |
| 14e ligne | 26. Roy Nissany ( Israël)               | /                                 |

#### Classement
| Pos. | no | Pilote | Écurie | Voiture | Tours | Temps/Abandon | Grille |
| ---- | -- | ------ | ------ | ------- | ----- | ------------- | ------ |

- Légende: Ab.=Abandon - Dsq.=Disqualifié - Np.=Non partant.

## Courses supports
| Manche | Pilote                | Voiture                       | Championnat                       | Saison |
| ------ | --------------------- | ----------------------------- | --------------------------------- | ------ |
| C1     | Matthieu Vaxivière    | Exagon Andros Car 04-Siemens  | Andros GP Électrique              | Saison |
| C2     | Matthieu Vaxivière    | Exagon Andros Car 04-Siemens  | Andros GP Électrique              | Saison |
| C1     | Nyck de Vries         | Tatuus FR2.0/13-Renault       | Formula Renault 2.0 Alps          | Saison |
| C2     | Nyck de Vries         | Tatuus FR2.0/13-Renault       | Formula Renault 2.0 Alps          | Saison |
| C1     | Dorian Boccolacci     | Signatech F4-Renault          | Championnat de France F4          | Saison |
| C2     | Denis Bulatov         | Signatech F4-Renault          | Championnat de France F4          | Saison |
| C3     | Dorian Boccolacci     | Signatech F4-Renault          | Championnat de France F4          | Saison |
| C1     | Xavier Fouineau       | Renault Clio                  | Renault Clio Cup France           | Saison |
| C2     | Nicolas Milan         | Renault Clio                  | Renault Clio Cup France           | Saison |
| C1     | Arnaud Choquet        | Legends Cars-Yamaha           | Legends Cars Cup                  | Saison |
| C2     | Pol Bertrand          | Legends Cars-Yamaha           | Legends Cars Cup                  | Saison |
| C3     | Arnaud Choquet        | Legends Cars-Yamaha           | Legends Cars Cup                  | Saison |
| C1     | Gregor Raymondis      | Tork Mitjet 2.0 Turbo-Renault | Mitjet 2L Supertourisme by Mitjet | Saison |
| C2     | Sébastien Dumez       | Tork Mitjet 2.0 Turbo-Renault | Mitjet 2L Supertourisme by Mitjet | Saison |
| C3     | Jean-Philippe Dayraut | Tork Mitjet 2.0 Turbo-Renault | Mitjet 2L Supertourisme by Mitjet | Saison |
| C4     | Anthony Gandon        | Tork Mitjet 2.0 Turbo-Renault | Mitjet 2L Supertourisme by Mitjet | Saison |
| C1     | Stéphane Eychenne     | Renault Twingo                | Twin'Cup                          | Saison |
| C2     | Thierry Martinez      | Renault Twingo                | Twin'Cup                          | Saison |

## Grand Prix historique
Le Grand Prix de Pau historique a eu lieu la semaine suivant le Grand Prix de F3. Il est désormais co-organisé avec HVM Racing.
| Manche | Pilote            | Voiture                     | Formule (année)                              | Championnat / Course    |
| ------ | ----------------- | --------------------------- | -------------------------------------------- | ----------------------- |
| C1     | Frédéric Lajoux   | Chevron B43                 | Formule 3                                    | Trophée F3 Classic      |
| C2     | Frédéric Lajoux   | Chevron B43                 | Formule 3                                    | Trophée F3 Classic      |
| C1     | Timothé Buret     | Lola T540                   | Formule Ford (1966-1981)                     | Formula Ford Historic   |
| C2     | Timothé Buret     | Lola T540                   | Formule Ford (1966-1981)                     | Formula Ford Historic   |
| C1     | Francis Courteix  | Bugatti S1                  | Grand Prix (Pré-1939) / Sport (Pré-1939)     | Légendes d'avant-guerre |
| C2     | Jean-Marc Laffont | Bugatti 35B                 | Grand Prix (Pré-1939) / Sport (Pré-1939)     | Légendes d'avant-guerre |
| C1     | Romain Tournet    | Lotus Seven                 | Tourisme                                     | Trophée Maxi 1000       |
| C2     | Philippe Gaso     | Lotus Seven                 | Tourisme                                     | Trophée Maxi 1000       |
| C1     | Frédéric Real     | Caterham R300               | Tourisme                                     | Caterham Challenge      |
| C2     | Frédéric Real     | Caterham R300               | Tourisme                                     | Caterham Challenge      |
| C      | Michiel Campagne  | Chevrolet Corvette Stingray | Grand Tourisme (Pré-1976) / Sport (Pré-1976) | Historic Endurance GT   |